# Guerra Civil Líbia (2011)
A Guerra Civil Líbia (em árabe: الحرب الأهليّة في ليبيّا), também conhecida como Revolução Líbia, foi um conflito bélico que ocorreu neste país do norte africano. Começou com uma onda de protestos populares contra a ditadura de Muammar al-Gaddafi, com reivindicações sociais e políticas, iniciada em 13 de fevereiro de 2011 na Líbia. Fez parte do movimento de protestos nos países árabes em 2010 e 2011. Tal como na revolução na Tunísia e na revolução no Egito, os manifestantes exigiam mais liberdade e democracia, mais respeito pelos direitos humanos, uma melhor distribuição da riqueza e a redução da corrupção no seio do Estado e das suas instituições. O chefe de Estado líbio, Muammar al-Gaddafi, também conhecido pelos nomes Gaddafi, Kadhafi e Qaddafi, era o chefe de Estado árabe no cargo há mais tempo: liderou a Líbia durante 42 anos.
A luta começou em fevereiro de 2011 após o início de uma série de protestos na cidade litorânea de Bengasi pedindo a derrocada do regime de Gaddafi. Forças de segurança teriam aberto fogo contra a multidão para tentar dispersá-la. As manifestações, contudo, acabaram se espalhando pelo país e grupos de civis e militares desertores iniciaram uma resistência armada contra o governo. Boa parte das diferentes facções da oposição líbia se uniram formando então o chamado Conselho Nacional de Transição.
Em março, as tropas de Gaddafi se reagruparam e começaram a avançar pela costa em direção ao leste, em áreas sob controle dos rebeldes, avançando contra Bengasi, a maior cidade em mãos da oposição. Frente a escalada da violência no país, a ONU autorizou, através da Resolução 1973, o estabelecimento de uma zona de exclusão aérea sobre a Líbia, marcando o início de uma intervenção armada estrangeira (liderada pela OTAN) para "proteger os civis" e, em última análise, remover Muammar Gaddafi do poder. Propostas de cessar-fogo foram feitas tanto pelo governo, quanto por organizações estrangeiras (como a União Africana). Contudo a oposição recusou praticamente todas afirmando que seu objetivo era 'derrubar a ditadura de Gaddafi'.
Após meses de combates violentos, a intervenção estrangeira acabou por virar a maré da guerra em favor dos rebeldes. Com as forças do regime recuando, militantes da oposição lançaram avanços coordenados pela costa em direção ao oeste do país. Em agosto, a capital da Líbia (o município de Trípoli) foi atacada pelos rebeldes que, após apenas uma semana de lutas, conseguiram tomar a cidade. Gaddafi conseguiu escapar a captura e fugiu para o oeste, em zonas ainda sob controle de forças leais a ele. Em setembro de 2011, o Conselho Nacional de Transição líbio foi reconhecido pela comunidade internacional como os novos representantes legais do povo do país. Muammar Gaddafi permaneceu em fuga até que os rebeldes convergiram sobre a cidade de Sirte, em outubro de 2011, onde o ex líder líbio estava se escondendo. Na violenta batalha que se seguiu, Gaddafi acabou sendo preso por militantes da oposição e foi morto logo em seguida sob circunstâncias estranhas. A Líbia foi declarada oficialmente "libertada" em 23 de outubro de 2011.
No período posterior a guerra civil, uma pequena insurgência pró Gaddafi começou. A queda do ditador do poder acabou não trazendo estabilidade a Líbia. Velhas rivalidades tribais, sectárias e religiosas voltaram à tona. A oposição líbia estabeleceu em Trípoli um novo governo, empossando um parlamento para liderar a nação mas mesmo isso acabou não trazendo a paz. As milícias que lutaram juntas para derrubar Gaddafi acabaram se voltando umas contras outras, em busca de poder e dominação. Manifestações pedindo um governo mais firme e paz se alastraram por centros urbanos, mas o Parlamento não conseguiu controlar a situação. A Líbia afundou em profunda desestabilidade política nos anos seguintes e várias regiões foram entregues ao caos e a anarquia.

## Antecedentes

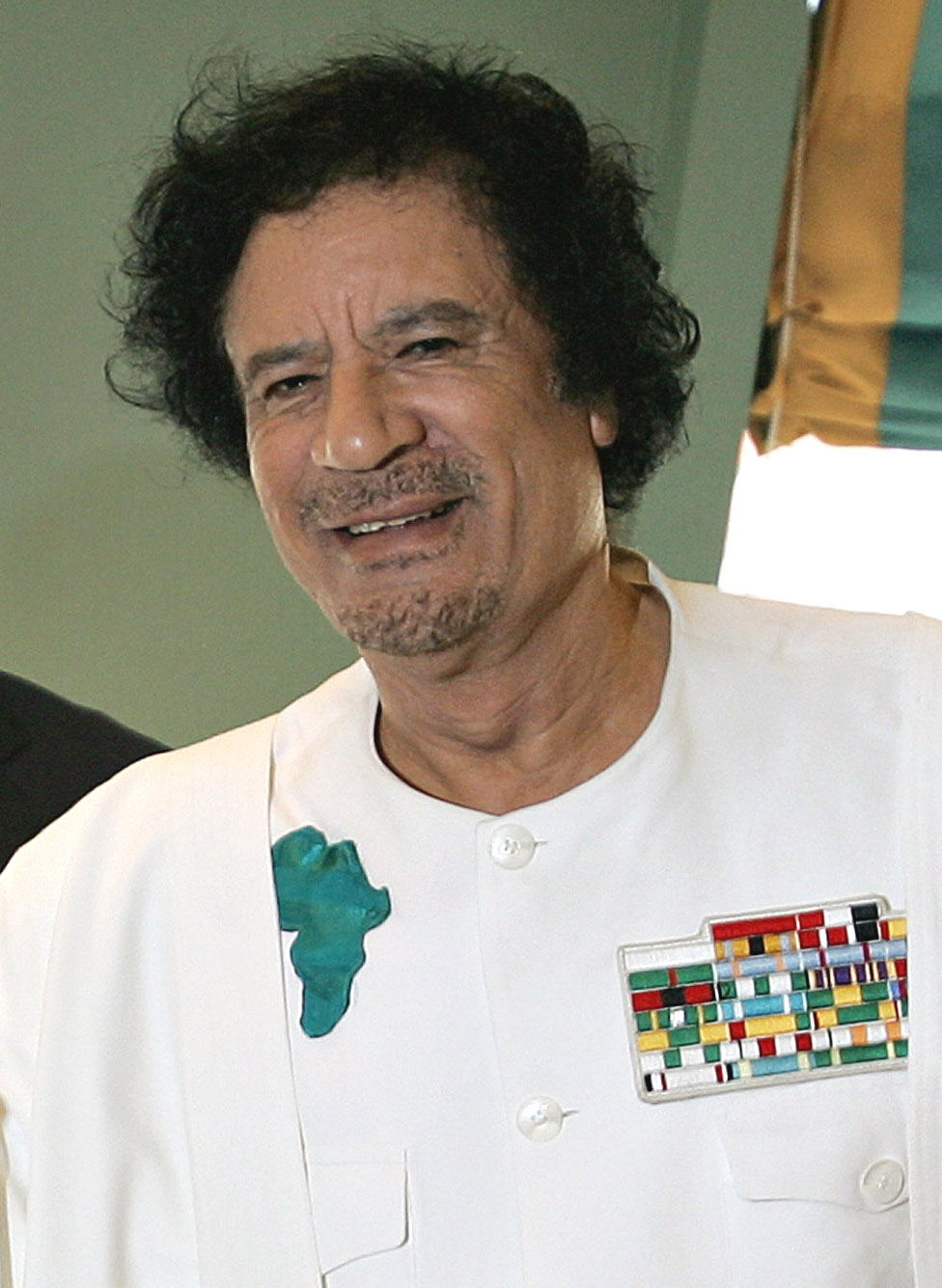
Muammar al-Gaddafi

### Gaddafi no poder
Em 1969, a Líbia passava por uma grande insatisfação popular pelo governo de Idris I. O petróleo do país era comprado pelos Estados Unidos e Europa sem que a Líbia e seus habitantes recebessem melhorias. Gaddafi era um dos líderes dessas insatisfações e, após o golpe de estado de 1º de setembro de 1969, instalou-se no poder. As primeiras decisões de Gaddafi foram proibir bebidas alcoólicas e jogos de azar. O país também passa a ser rígido e a seguir fielmente os preceitos islâmicos, retirando todos as comunidades judaicas do país.
No período de Gaddafi, que durou mais de quarenta anos, foi praticamente erradicado o analfabetismo no país. A Líbia avançou nos setores sociais e econômicos graças aos lucros do petróleo.
Gaddafi contava com alguns elementos básicos para continuar no poder: uma política enorme de subsídios estatais, o uso maciço da repressão e o apoio de diversas tribos. O regime, no entanto, não resolveu o grande nó do desemprego, que afetava 30% da população, especialmente as mulheres e os jovens. O fracasso de projetos de desenvolvimento e de liberalização, o descontentamento crescente, intensificado com a chegada em massa de imigrantes da África subsaariana, criou um grande quadro de tensão no país.
Censura e um controle da informação, juntamente com a ocultação das desigualdades no país, habilmente escondidas por alegações de Gaddafi contra "o imperialismo ocidental" formaram nos últimos anos do seu regime, um poderoso freio para evitar o surgimento de sentimentos subversivos na população da Líbia.

### Corrupção e desenvolvimento
A maior parte dos recursos da Líbia era controlada pela família de Gaddafi. Conforme o Departamento de Estado dos Estados Unidos, em documento diplomático vazado sobre a economia líbia: "A Líbia é uma cleptocracia em que o regime — tanto a família de Gaddafi, ou por seus aliados políticos — tem uma participação direta em qualquer coisa que vale a pena comprar, vender ou possuir".
Cerca de 58% do Produto Interno Bruto líbio vinha da produção de petróleo. Acredita-se que a maior parte da riqueza adquirida pela venda do petróleo líbio era utilizada para a compra de armas e para patrocinar a violência em todo o mundo. De acordo com o Índice de Liberdade de Imprensa, a Líbia era o país com maior censura do norte da África. A Líbia foi suspensa do Conselho de Direitos Humanos da ONU por cometer violações aos direitos humanos no país, principalmente contra os opositores ao governo.
Antes do conflito, estimava-se que 20,74% da população líbia estivesse desempregada, uma das maiores médias da região, e que um terço desta estivesse vivendo abaixo da linha da pobreza. Mais de 16% das famílias não tinham uma renda fixa de qualquer membro da família, enquanto 43,3% tinham apenas um membro da família recebendo algum tipo de salário. Apesar dos problemas sociais, o IDH do país ainda era bem alto, superior a de nações como a Arábia Saudita. Programas como saúde e educação eram gratuitos e custeados pelo Estado.
As piores condições econômicas estavam no leste, local onde Gaddafi concentrava a extração de petróleo. Apesar das melhorias em moradias e no acesso a água potável, a infraestrutura na região permaneceu precária por anos, com a única estação de esgoto em Bengazi tinha mais de 40 anos de idade. Apesar do governo de Gaddafi oferecer um sistema médico gratuito, o serviço oferecido era bem ruim e se tornou, para a oposição, um símbolo da má administração financeira do Estado. A falta de instalações médicas e de profissionais da área forçava muitos líbios a buscar ajuda em países vizinhos como na Tunísia ou no Egito.
Muitos governos estrangeiros e analistas alegavam que muitos negócios governamentais e da riqueza do país ficava nas mãos de Gaddafi, de sua família ou de membros da cúpula do seu regime. De acordo com oficiais norte-americanos e analistas, Gaddafi concentrou uma enorme fortuna pessoal durante seus 42 anos de governo. O The New York Times apontou que Gaddafi e seus parentes tinham vidas luxuosas, que incluía mansões e festas extravagantes que tinham participação de astros pop americanos.
Gaddafi rebatia as críticas sobre a corrupção financeira em seu governo, reconhecendo-a muita das vezes e alegando que estava tomando medidas para melhorar a distribuição de renda no país, mas alertou dizendo que "enquanto o dinheiro for administrado pelo governo, haverá roubo e corrupção." Ele então tentou tomar ações para varrer a corrupção em sua administração, mas segundo analistas, não teve sucesso.

### Direitos humanos na Líbia
Em 2009 e em 2011, a Freedom of the Press classificou a Líbia como o país do Oriente Médio e Norte da África com maior censura à imprensa. Em contraste, em janeiro de 2011, um relatório do Conselho de Direitos Humanos das Nações Unidas, lançado antes dos protestos e do conflito, elogiou vários aspectos ligados a direitos humanos no país, incluindo o tratamento dado a mulheres e outras áreas, como as políticas de combate ao racismo e desigualdade social do governo.
A dissidência política era considerada ilegal pela Lei 75 de 1973 e, em 1974, Gaddafi decretou que qualquer um que criasse um partido político poderia ser executado. Com o estabelecimento da Jamahiriya ("estado de massas") em 1977, ele estabeleceu os chamados "Comitês Revolucionários" como canais para aumentar a consciência política, com o objetivo de aumentar a participação política direta dos líbios ao invés de um sistema baseado em partidos como num sistema representativo. Durante a década de 1980, os Comitês Revolucionários detinham um poder considerável e acabou por gerar tensões dentro da Jamahiriya, levando o próprio Gaddafi a criticar e a condenar a repressão excessiva, até que no final da década o poder destes comitês foi reduzido significativamente.
Os Comitês Revolucionários ocasionalmente eram responsáveis por lidar com a dissidência política; segundo um relatório oficial, dentre 10% a 20% dos líbios, em algum nível, agiam como informantes para os comitês, vigiando os governos, as fábricas e o setor de educação. O Governo central às vezes executava dissidentes políticos publicamente na forca e também havia mutilações muita das vezes televisionadas ao vivo pela TV pública. Em meados da década de 1980, o serviço de inteligência líbia cometeu abertamente assassinatos de dissidentes políticos dentro e fora do país.

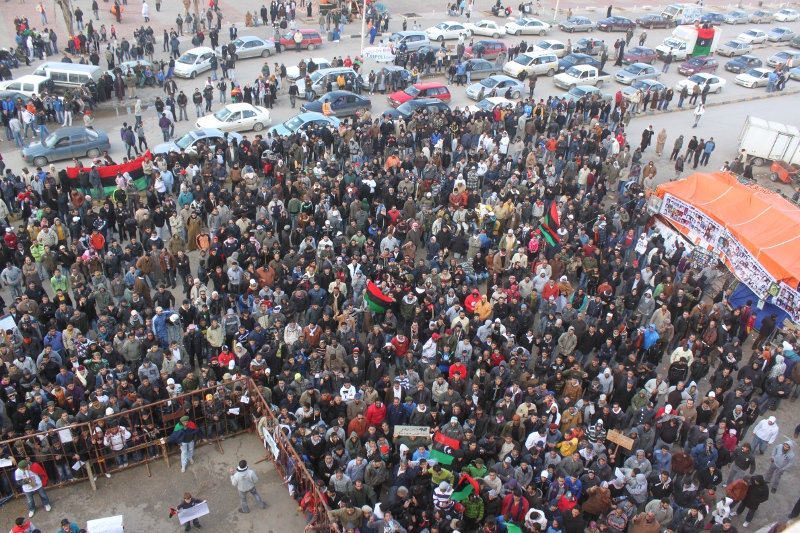
Manifestação anti-Gaddafi na cidade de Bengazi, em fevereiro de 2011

Línguas estrangeiras como inglês e francês foram banidas das escolas e conversar com um estrangeiro sobre política dava até três anos de cadeia. O Livro Verde, escrito pelo coronel Gaddafi nos anos 70, foi por anos o principal livro de educação política do país. De acordo com um palestrante líbio, professores que criticavam o livro supostamente poderiam até ser executados.
Em 1988, Gaddafi criticou abertamente os "excessos" cometidos pelos Conselhos Revolucionários, dizendo que eles "deturparam, machucaram e torturaram" e completou dizendo que "um verdadeiro revolucionário não prática repressão". No mesmo ano, a Jamahiriya divulgou o Grande Documento Verde dos Direitos Humanos, no qual o artigo 5 garantia liberdade de expressão. O artigo 8 do "O Código de Promoção da Liberdade" dizia que "cada cidadão tinha o direito de expressar suas opiniões e ideias no Congresso do Povo e pelos meios de comunicação de massa". Várias restrições aos Comitês Revolucionários também foram impostas. Em 2004, contudo, a Líbia colocou uma recompensa de 1 milhão de dólares em um jornalista e crítico do governo Ashur Shamis que, segundo as autoridades, tinha ligações com a Al-Qaeda e com o terrorista Abu Qatada.
Em dezembro de 2009, Gaddafi teria dito a representantes de seu governo que a Líbia logo passaria por um "novo período político" e teriam eleições para importantes cargos no governo como ministros e para a liderança do Conselho de Segurança Nacional (que seria equivalente a um cargo de Primeiro Ministro). Ele também prometeu que observadores internacionais seriam permitidos para supervisionar as eleições garantindo assim sua transparência e legalidade. Essas eleições estavam planejadas para acontecer no mesmo período das votações para os Comitês Populares da Jamahiriya, para o Congresso Popular de Base, para o Comitê Popular de Base e para o Congresso Geral do Povo, em 2010.

### A Oposição Líbia antes do conflito
Antes do início do conflito a oposição líbia era organizada em diferentes grupos distintos, tais como: a Frente Nacional para a Salvação da Líbia (FNSL), a Conferência Nacional para a Oposição da Líbia (CNOL), o Al-Jama'a al-Islamiya al-Muqatilah bi-Líbia ou Grupo de Combate Islâmico Líbio (que inclusive antes de financiarem a oposição, suas lideranças já tinham largado as armas) e a União Constitucional Líbia (monarquistas). Por volta de 1970, Gaddafi reprimiu a oposição, fazendo com que muitos opositores fugissem do país para viver no exterior. Entre 1973 e 2011, Gaddafi enfrentou pelo menos 25 tentativas de assassinato, articuladas, supostamente, por membros da oposição que viviam fora do país.

### A Questão Amazigue
Outro componente importante do conflito foi a rivalidade entre os amazigues (ou berberes), que habitavam uma cadeia de montanhas no noroeste da Líbia (Montanhas Nafusa) e representavam entre 5% a 10% da população daquele país, e o Regime Deposto, que tentou suprimir a cultura daquele povo, proibindo a utilização do Tamazight (linguagem berbere), que as crianças tivessem nomes berberes e até mesmo canções tradicionais daquele povo.

## A guerra
As primeiras manifestações começaram em 15 de fevereiro de 2011 e nos próximos dias, mais de uma dezena de manifestantes foram mortos em confrontos com tribos pro-Gaddafi e a polícia secreta. Também foi relatado que a repressão atingiu um alto nível, tendo ocorrido bombardeios indiscriminados de cidades, franco-atiradores assassinando manifestantes, causando também um declínio na economia da Europa, onde o euro caiu e os preços do petróleo em Londres subiu para níveis acima de 110 dólares.
Os protestos contra a intransigência do governo e a brutal repressão contra os manifestantes, degeneraram em uma revolta que se espalhou rapidamente por Cirenaica, a parte oriental do país, tradicionalmente contrária a Gaddafi. A maior parte do exército nesta área se juntou à oposição, enquanto partidários do regime abandonaram suas armas e seus quartéis.
A parte ocidental da Líbia também começou a cair sob o controle dos grupos anti-Gaddafi, deixando Tripoli, a capital do país, cercada por cidades controladas pelos manifestantes. A proximidade dos adversários fez com que as forças leais ao regime lançassem uma série de ataques a essas cidades na tentativa de recuperá-las, causando muitas baixas, mas sem conseguir impedir que a oposição avançasse pela capital.

A bandeira da antiga monarquia líbia foi usada pelos manifestantes durante seus protestos contra Gaddafi. Hoje é a atual bandeira oficial do país

A maioria das nações condenaram veementemente o governo da Líbia de Gaddafi pelo uso de violência contra os manifestantes, que matou centenas de pessoas no país. Os Estados Unidos impuseram sanções contra Gaddafi. O Conselho de Segurança das Nações Unidas aprovou uma resolução com o congelamento do patrimônio de Gaddafi e 10 membros de seu círculo íntimo. A resolução também impôs uma proibição de viajar e se refere a Líbia para investigação no Tribunal Penal Internacional. No entanto, alguns chefes de Estado da América Latina manifestaram apoio ao governo de Gaddafi pelo qual foram criticados.
No dia 4 de abril de 2011, o jornal The New York Times noticiou que dois dos filhos do líder líbio Muammar al-Gaddafi tentaram articular uma transição para uma democracia constitucional que incluiria a saída do pai do poder. A transição seria conduzida por um dos filhos de Gaddafi, Saif al-Islam Gaddafi. Os rebeldes, contudo, recusaram a proposta.
Devido a evidências diretas de crimes contra a humanidade cometidos pelas tropas do governo contra os rebeldes e civis líbios, nas áreas de insurreição e combate, em 16 de maio de 2011, Luis Moreno Ocampo, Procurador-Chefe do Tribunal Penal Internacional, sediado em Haia, solicitou mandato internacional de captura e prisão contra o líder líbio, por crimes contra a Humanidade.

### Composição de forças rebeldes

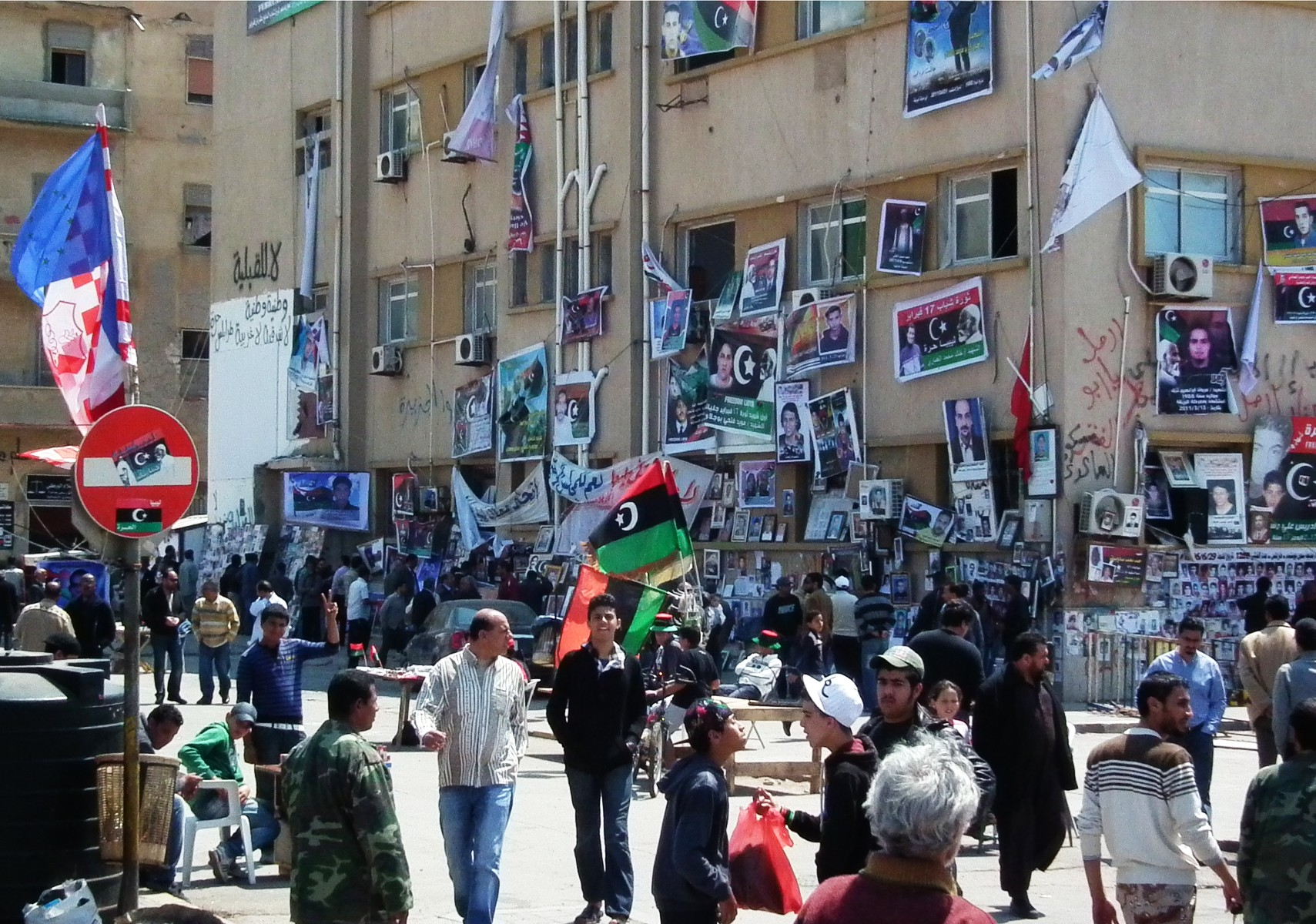
Praça do Tribunal em Bengazi, abril de 2011. Foi o principal local para reuniões e manifestações de apoio aos rebeldes em Bengazi. As paredes estão cobertas com fotos de vítimas

Os rebeldes eram compostos principalmente de civis, tais como professores, estudantes, advogados e trabalhadores do petróleo, e um contingente de soldados profissionais que desertaram do Exército da Líbia e se juntou aos rebeldes. No início da rebelião cerca de 3 000 criminosos foram libertados em Bengazi e uma boa parte deles passou a combater do lado dos rebeldes. O Grupo de Combate Islâmico Líbio é considerado parte do movimento rebelde, como é o Obaida Ibn Brigada Jarrah, que foi responsável pelo assassinato do comandante líder dos rebelde General Abdul Fatah Younis. Administração de Gaddafi havia afirmado repetidamente que os rebeldes incluíam elementos da Al-Qaeda.  Porém o Supremo Comandante da OTAN, James G. Stavridis afirmou que relatórios da inteligência sugeriram microgrupos da al-Qaeda estavam presentes entre os rebeldes, mas também acrescentou que não há informações suficientes para confirmar qualquer presença "significativa" de terroristas ou da al-Qaeda. Os rebeldes negaram que membros da Al-Qaeda estivessem entre eles.

### Resolução da ONU e intervenção militar
A resolução 1973 da ONU, proposta pela França, Reino Unido e Líbano, previa um cessar fogo imediato, uma zona de exclusão aérea e uma ocupação externa, para proteger os civis. Foi aprovada por 10 votos a favor (África do Sul, Bósnia e Herzegovina, Colômbia, Gabão, Líbano, Nigéria, Portugal, e os membros permanentes Estados Unidos, França e Reino Unido) e 5 abstenções (Alemanha, Brasil e Índia, e os membros permanentes China e Rússia).
A intervenção militar começou com os caças Rafale franceses sobrevoando sobre as cidades de Trípoli e Bengasi. Os primeiros tiros destruíram quatro blindados líbios e os submarinos norte-americanos lançaram 110 mísseis Tomahawk, para atingir vinte locais estratégicos das forças pró-Gaddafi. As forças leais ao regime reagiram com ataques às forças de coalizão internacional com fogo de artilharia antiaérea mas sem muito efeito.
A OTAN disse que a operação militar seria mantida até que o CNT dissesse o contrário. De acordo com o secretário-geral da OTAN, seiscentos voos de combate operavam na Líbia desde o fim de março de 2011. Os líderes da BRICS, na cúpula em Sanya, condenaram os ataques na Líbia e pediram uma solução pacífica imediata, mas não procuram condenar diretamente as operações da OTAN. Eles defendiam a busca do diálogo, mas apoiavam boa parte das ações do Conselho de Segurança das Nações Unidas.
Além das forças aéreas e navais, as potências ocidentais também enviaram forças terrestres em apoio ao Conselho de Transição Líbio. Segundo o jornal paquistanês The Nation, 1 500 homens foram recrutados em Mazar-e Sharif (Afeganistão) pela CIA para lutar na Líbia, mas a informação não foi confirmada pela CIA nem pelo CNT. O Catar teria sido outra nação que teria enviado forças terrestres para combater na Líbia, mandando conselheiros e até combatentes para ajudar o treinamento dos rebeldes naquele país e auxiliá-los nos enfrentamentos. Em outras ocasiões, a OTAN negou o envio de tropas terrestres para a Líbia.

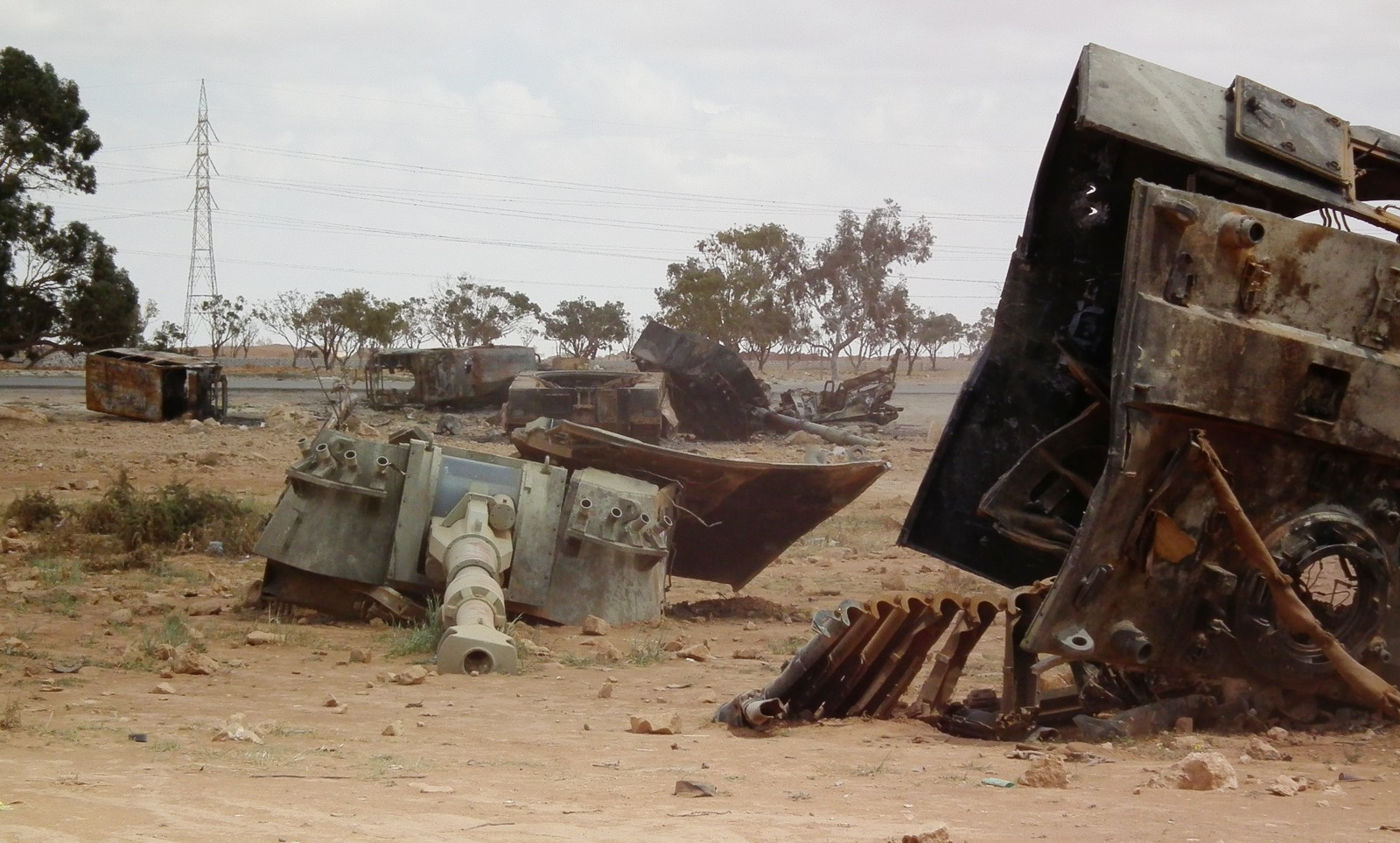
Equipamentos militares das forças de Gaddafi destruídos em Bengazi por aviões da Coalizão ocidental, em março de 2011

Como resposta a iminência de ataques aéreos, o regime líbio convocou seus partidários para servir como escudos humanos em possíveis alvos dos ataques. Uma das alegações dos apoiadores do regime de Gaddafi era o de que as potências ocidentais atacariam o país por ter "interesse no petróleo local".

### Invasão de Trípoli
No dia 21 de agosto, os rebeldes iniciaram uma grande ofensiva na região de Trípoli, capital líbia. Os insurgentes tentaram colocar os três filhos de Muammar al-Gaddafi em prisão domiciliar, sendo que Saif Al-Islam não foi detido e o outro filho, Mohamed Gaddafi, escapou. Saif Al-Islam diz que seu pai estava a salvo em Trípoli. No dia 23 de agosto, rebeldes tomaram o quartel-general de Muammar al-Gaddafi e o enviado da ONU a Líbia disse que o país estaria totalmente nas mãos dos opositores no dia 26 de agosto. No mesmo dia (24 de agosto na Líbia), Gaddafi ressurge em mensagem por rádio prometendo "morte ou vitória" e disse que a saída do quartel-general invadido foi um movimento tático após o local ser bombardeado por aviões da OTAN. Em 28 de agosto, os rebeldes anunciaram que tinham a cidade sob controle. Alguns membros da família de Gaddafi fugiram então para a Argélia. Já o paradeiro do líder deposto permanecia incerto, porém evidências sugeriram que ele deixou a capital no dia 26 e se dirigiu para a cidade de Saba. Contudo, Gaddafi tinha de fato se dirigido para Sirte, cidade ainda controlada por forças leais a ele. Após esta vitória, o Conselho Nacional de Transição transferiu sua sede para a capital Trípoli e iniciou as últimas ofensivas da guerra afim de assumir o controle de todo o território. Estima-se que pelo menos 1,7 mil combatentes rebeldes morreram na batalha de Trípoli.

### Últimos combates e morte de Gaddafi

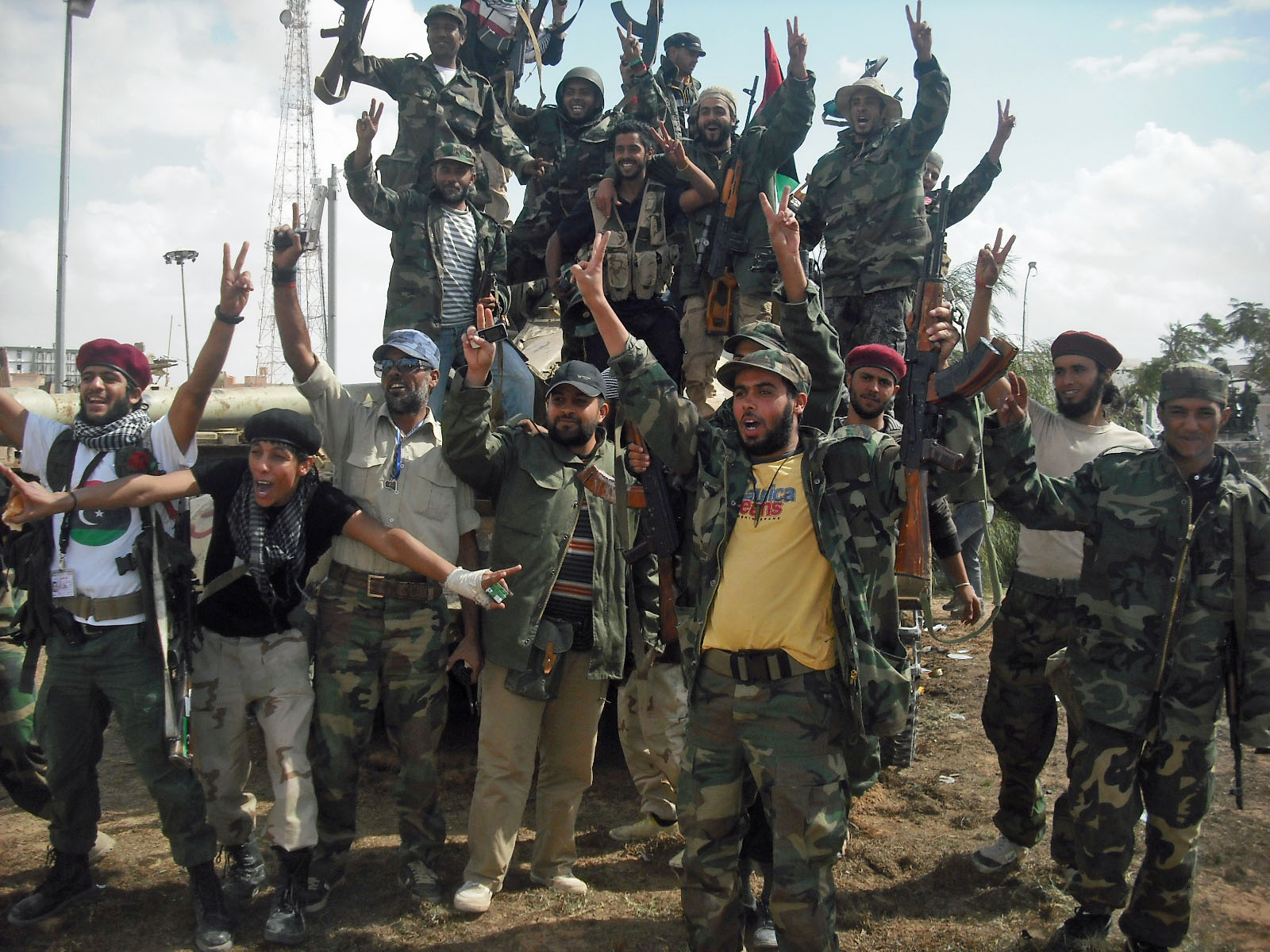
Rebeldes líbios comemorando a conquista da cidade de Bani Ualide, em um dos últimos e mais violentos combates da guerra

Após conquistar a capital Trípoli, os rebeldes se prepararam para lançar sua nova campanha ofensiva a fim de derrotar as forças pró-Gaddafi remanescentes do noroeste da Líbia, em especial na cidade de Sirte que já estava sendo atacada mesmo enquanto as lutas em Trípoli ainda prosseguiam. Os rebeldes então tomaram a cidade de Gadamés próxima a tríplice fronteira com a Tunísia e com a Argélia em 29 de agosto. Membros da família de Gaddafi teriam se refugiado na Argélia segundo fontes de dentro e fora da Líbia. Em setembro, a fortaleza de Gaddafi em Bani Ualide foi cercada por forças do Conselho Nacional de Transição, que reportavam que o filho de Gaddafi, Saif al-Islam, estava escondido lá. A cidade só foi tomada pela oposição depois de um mês de intensos combates, mas Saif conseguiu fugir.
Em 20 de outubro de 2011, a cidade de Sirte oficialmente caiu sob controle do Governo de Transição e então a impressa ligada ao CNT informou oficialmente a rede de TV árabe Al Jazeera que Muammar Gaddafi fora capturado. De acordo com Abdel Majid, Gaddafi teria sido ferido a tiros nas pernas. Outras informações dizem que o ex-líder teria morrido devido a estes ferimentos. Mais tarde a Al Jazeera mostrou imagens do corpo de Gaddafi logo após sua morte.
Em 23 de outubro de 2011, o Conselho Nacional de Transição líbio anunciou o fim da guerra, apesar de combates esporádicos ainda serem registrados pelo país.

## Tentativas de solução negociada do conflito
A primeira iniciativa buscando uma solução negociada para o conflito partiu do presidente venezuelano Hugo Chávez no início de março. Essa proposta foi aceita por Gadhafi, mas rejeitada pelos rebeldes. No plano internacional a proposta foi rejeitada pela França, mas recebeu apoio no seio da Alba e do secretário-geral da Liga Árabe, Amr Moussa.
A proposta de solução negociada mais relevante foi aquela criada pela União Africana, que teve como marco inicial um evento em Adis Abeba em 25 de março de 2011, para o qual foram convidados representantes do governo líbio e da oposição, a proposta previa a eliminação das causas profundas do conflito e a realização de eleições democráticas, a proposta foi aceita por Abdul-Ati al-Obeidi, que representava o governo líbio na ocasião.
Em 10 de abril, uma delegação da União Africana que incluía os presidentes da África do Sul, Mauritânia, Mali e Congo-Brazzaville e o ministro dos Negócios Estrangeiros de Uganda foi recebida em Trípoli por Gaddafi e este teria aceitado os termos do plano de paz proposto. Segundo Jacob Zuma, presidente sul-africano, o "irmão líder Gaddafi", como se referiu ao governante líbio, concordou com os termos do chamado "Mapa do Caminho", que foi o plano elaborado pela delegação liderada por Zuma que foi a capital líbia em busca de uma trégua nos conflitos que já durava dois meses. "Temos que dar uma chance ao cessar-fogo", afirmou o presidente da África do Sul, pedindo que a Otan interrompa os bombardeios no país.
No dia seguinte a oferta, após uma reunião em Bengazi com lideranças africanas, a cúpula rebelde anunciou que rejeitava o plano de paz da União Africana afirmando que "a demanda do povo tem sido pela queda de Gaddafi e a queda de seu regime" e que "qualquer iniciativa que não inclua essa demanda do povo, demanda popular, demanda essencial" não seria reconhecida. O ministro de relações exteriores do Reino Unido, William Hague, também comentou sobre a proposta da União Africana e respaldou os rebeldes dizendo que "não deve haver nenhum cessar-fogo que não esteja completamente de acordo com as condições das resoluções do Conselho de Segurança da ONU" e junto com o ministro de relações exteriores italiano, Franco Frattini, afirmou que "qualquer coisa que fique aquém disso será uma traição ao povo da Líbia e será usado pelo regime que anunciou duas vezes cessar-fogo sem nenhum efeito desde que começaram os combates". Logo depois, os governos ocidentais e os rebeldes voltaram a pedir a saída imediata de Gaddafi do poder, sem termos. A chefe da diplomacia europeia, Catherine Ashton, também pediu a renúncia do líder líbio.
Mustafa Abdul Jalil, líder do conselho rebelde, e ex-ministro da justiça de Gadaffi, disse a União Africana que o plano de paz foi superado pelo desenrolar dos eventos e que a resolução da ONU dava autoridade para os ataques aéreos aliados. Jalil também salientou que qualquer proposta de paz que mantivesse Gaddafi no poder, pelo tempo que fosse, seria inaceitável. "O coronel Gaddafi não reconheceu esta resolução e continua a bombardear e a metralhar civis com artilharia e aviões, e ainda cerca cidades com o uso da força e ordenou que suas tropas entrassem nelas. O povo líbio não vai aceitar esta situação", disse ele.
Apesar da proposta da União africana falar em cessar fogo, ela não pedia, contudo, a queda imediata de Gaddafi do poder, o que segundo os rebeldes não seria suficiente e tão pouco aceitável. A exigência do Conselho Revolucionário era que o líder líbio e seu governo retirassem suas tropas das cidades imediatamente, em particular em Misrata e Zawiya, permitindo assim a entrada de ajuda humanitária nestas localidades que, segundo os rebeldes, estava sendo negada pelo regime. Eles também exigiam que o governo permitisse manifestações da oposição em áreas controladas por Gaddafi e que a repressão cessasse. A renúncia imediata do ditador voltou então a ser pedida pelos rebeldes líbios como sendo o único caminho para a paz.
Em 14 de abril, os países que compõem o chamado BRICS (Brasil, Rússia, Índia, China e África do Sul) anunciaram apoio ao plano de União Africana. Nessa mesma data, Ban Ki-moon, Secretário-geral das Nações Unidas, pediu uma solução política e um cessar-fogo imediato na Líbia, durante uma reunião internacional no Cairo, da qual participaram representantes da União Africana, da Liga Árabe, da Organização da Conferência Islâmica e da União Europeia.
No dia 20 de abril, o ministro de Relações Exteriores líbio, Abdul Ati al Obeidi anunciou que num prazo de seis meses contados a partir de um possível cessar-fogo o país poderia ter eleições supervisionadas pela Organização das Nações Unidas, que incluiriam um referendo sobre o futuro de Muammar Gaddafi. Por outro lado, os rebeldes prometiam um cronograma diferenciado para a realização de eleições, que, conforme anúncio realizado em 26 de maio, ocorreriam dois anos após a queda de Gaddafi. Em 16 de junho, Saif al-Islam Gaddafi, filho do coronel líbio, concedeu uma entrevista ao jornal italiano Corriere della Sera na qual reiterou a proposta de realização de eleições na Líbia, acrescentando que as eleições poderiam ocorrer em três meses, ou no máximo, até o final de ano, e sua transparência poderia ser garantida pela presença de observadores internacionais da União Europeia, da União Africana, da Organização das Nações Unidas e até mesmo da Otan. Saif também destacou que o seu pai aceitaria abandonar o poder caso sofresse uma derrota eleitoral. Nessa mesma entrevista Saif afirmou que o regime na forma desenvolvida por seu pai desde 1969 estava morto e que previa a instalação de um governo central fraco e com autonomia local forte.
Em 30 de maio, Jacob Zuma, fez nova visita Trípoli, quando afirmou que os bombardeios da Otan estavam minando os esforços de mediação de paz da União Africana.
Em 22 de junho, o Ministro dos Negócios Estrangeiros da Itália, Franco Frattini, e o secretário geral da Liga Árabe, Amr Moussa manifestam-se favoráveis a um cessar-fogo imediato na Líbia. Frattini pediu uma suspensão imediata das hostilidades na Líbia para instaurar corredores humanitários de ajuda à população civil, alertando que os combates incessantes têm dificultado o tratamento dos feridos e o apoio à população civil, por isso apelava pela suspensão dos bombardeamentos para que se proporcione ajuda humanitária nas zonas mais fustigadas pelos combates. Amr Moussa, concedeu uma entrevista ao jornal britânico The Guardian, na qual afirmou que seria o momento de fazer tudo o que for possível para obter uma solução política, que começaria por um cessar-fogo real e sob supervisão da comunidade internacional, sendo que até à implementação deste cessar-fogo, o coronel Muammar Gadhafi continuará no poder e haveria em seguida um período de transição com vista a obter um acordo sobre o futuro da Líbia.
Em 1º de julho de 2011, a 17ª cimeira da União Africana, reunida em Malabo, capital da Guiné Equatorial, aprovou um novo plano de paz para a Líbia, Jacob Zuma explicou que tratava-se de proposta bastante clara, que fora tomada por consenso dos líderes africanos presentes nos trabalhos da cimeira de Malabo, que ocorrera entre 30 de junho e 1 de julho.

## Tribos líbias

As tribos líbias

A sociedade líbia se organiza através de 140 tribos, sendo algumas mais importantes que outras. Embora alguns líbios acreditam que a divisão entre tribos pode dificultar a igualdade de oportunidades e o desenvolvimento da sociedade civil, muitos líbios se identificam como pertencente a uma tribo.
Gaddafi sempre favoreceu a divisão entre tribos. No dia 23 de fevereiro, foi feita uma reunião em Baida entre os líderes das tribos. Segundo Abdul Fatah Yunis, político líbio, como consequência dessa reunião, a maioria das tribos se uniram para se opor ao governo de Gaddafi. Para consolidar o governo, Muammar al-Gaddafi teve que fazer alianças com várias dessas tribos. As mais importantes tribos são:
- Uarfalas: Contém um milhão de integrantes, o que representa um sexto da população. Seus líderes pediram abertamente que o líder líbio abandonasse a Líbia.
- Magaras: É a segunda mais importante e localiza-se a oeste da Líbia. Seus representantes ocuparam cargos públicos no governo de Gaddafi e ainda são leais ao governo líbio.
- Gaddadfa: Tribo consolidado no golfo de Sirte, é de onde vem o líder líbio. Essa tribo tem domínio sobre as instituições de segurança e aviação.
- Zintanas: Se situa entre as cidades de Jadu e Jefrém, a pouca distância de Trípoli. O porta-voz dirigiu-se aos seguidores de Gaddafi com as seguintes palavras: "Pedimos também aos fiéis do regime corrupto, que são poucos, que se unam a essa revolução para que não deixem passar a oportunidade de serem perdoados".[164]

Conforme alguns historiadores, algumas tribos poderiam não se submeter ao novo governo após a ofensiva da OTAN e preveem que essa situação pode desencadear um conflito dentro do próprio território.

## Situação humanitária

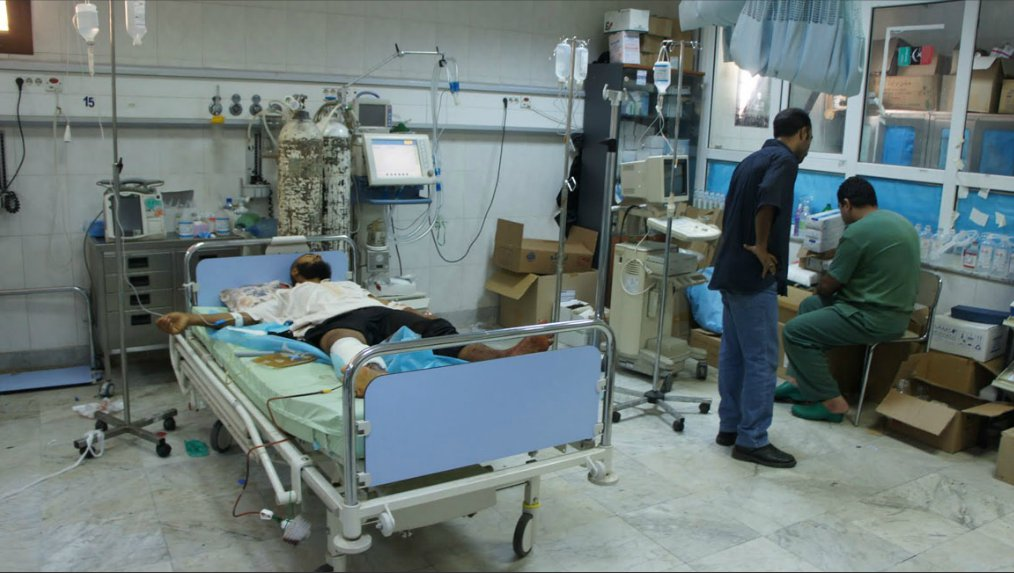
Hospital de Trípoli durante a Guerra Civil, publicada em agosto de 2011. Nesse período, a situação humanitária era considerada angustiante na Líbia

No início de agosto, a situação humanitária era considerada angustiante, em Trípoli e oeste da Líbia. O principal hospital traumatológico da Líbia, o Hospital Abu Salim, parou de funcionar devido a falta de funcionários, deixando dezenas de pacientes. Além disso, há falta de água em diversos locais de Trípoli e na parte oeste da Líbia, tornando-se cada vez mais difícil obter água potável. Essa situação atingiu até mesmo as garrafas de água no supermercado. Havia também uma certa escassez de remédios, vacinas e outros artigos médicos nos hospitais e centros de saúde. Devido aos efeitos das sanções financeiras, a importação dos suprimentos médicos foi fortemente reduzida.
Havia críticas sobre como estão sendo tratados os imigrantes. Em 24 de junho de 2011, em meio à reunião do Conselho Europeu para discutir a situação dos imigrantes, a organização Médicos Sem Fronteiras (MSF) condenou os termos do acordo bilateral assinado em 17 de junho entre a Itália e o Conselho Nacional de Transição da Líbia, que tinha como objetivo estabelecer uma cooperação na luta contra a imigração clandestina, visando principalmente à repatriação forçada dos imigrantes ilegais, mesmo antes do fim dos combates.
A MSF criticou a atitude da Itália, pois considerava "inaceitável que um país que participa dos bombardeios em nome da proteção da população civil da Líbia dê as costas às vítimas da guerra (…). As pessoas chegando de barco da Líbia estão fugindo da violência, e precisam de proteção internacional. Repatriar esses indivíduos, assim como empurrá-los de volta para a Líbia durante a travessia marítima, constitui uma violação da obrigação internacional de non-refoulement (não devolução)". Como parte de suas atividades, MSF está tratando pessoas que procuraram refúgio no centro de Mineo, na Sicília, e no acampamento de Choucha, na Tunísia.

### Ataques motivados pela cor da pele
Após a tomada de Trípoli por partidários do novo regime, o ACNUR fez um forte apelo para que os africanos subsarianos fossem protegidos contra supostos ataques motivados pela cor de sua pele. O The Independent, a CBS e a CNN também reportaram abusos cometidos contra negros nas áreas ocupadas pelo CNT. A brutalização seria em resposta aos atos violentos cometidos pelos mercenários contratados por Gaddafi para lutar por ele que, segundo os rebeldes, também cometiam assassinatos e executavam a sangue frio opositores capturados. Muitos desses mercenários vinham de países vizinhos como o Chade e outras nações da África subsariana.

### Ataques contra partidários do regime deposto
Foi reportado que forças rebeldes teriam executado supostos apoiadores de Gaddafi capturados, segundo denúncia de órgãos estrangeiros. Tais atividades seriam em resposta a ações similares realizadas no início do conflito cometidas por forças leais ao regime deposto. Além dos moradores de Tuarga, a população da comunidade de muxaxias, que residia nas proximidades de Zintane, também foi expulsa de suas casas.
No início de setembro o número de mortos era estimado em pelo menos 30 000 e o número de feridos em pelo menos 50 000, sendo 20 000 com ferimentos considerados graves. Dentre os mortos pelo menos metade seria de combatentes do regime deposto. Em meados de outubro estimava-se que os apoiadores do novo regime mantivessem até de 7 000 prisioneiros de guerra, em condições precárias, sendo que havia evidências de que alguns prisioneiros foram vitimas de torturas.
Na cidade de Sirte, palco da última grande batalha do conflito, também houve relatos de abuso e supostas atrocidades cometidos por soldados do CNT contra civis e militares simpatizantes de Gaddafi, também em campos de refugiados, sendo acusados por simpatizantes do regime deposto de genocídio. A Human Rights Watch denunciou a morte de 53 pessoas que teriam sido executadas pelos rebeldes perto do Hotel Mahari que estava sob o controle de brigadas oriundas de Misrata. Em 22 de outubro, Sirte ja estava praticamente deserta. A cidade ainda sentia as consequências dos recentes combates, com destruição e corpos para todo lado. Segundo os locais, os rebeldes estavam mais preocupados em perseguir simpatizantes do governo deposto do que necessariamente manter a ordem. Denúncias de saques e outras violações surgiram após a batalha. De acordo com vários órgãos de imprensa internacional e de defesas de direitos humanos, a onda de vingança perpetrada pelos homens do CNT continuou dias após os combates cessarem com mais assassinatos em massa, incluindo uma suspeita de que 300 corpos encontrados numa vala comum no centro da cidade seriam de simpatizantes do ex-ditador que teriam sido executados a sangue frio pelos rebeldes. Ali Tarhouni, ministro do petróleo do novo regime, pediu que se não julgassem mal jovens ligados ao novo regime que viram seus amigos mortos na frente deles, suas cidades queimadas, suas irmãs estupradas por forças do velho regime no começo da guerra. Mercenários estrangeiros que lutaram por Gaddafi, que teriam sido os principais autores dos crimes do antigo governo durante o conflito, se tornaram também alvos dos rebeldes em suas represálias. Outras localidades como Bani Ualide, Abu Salim, Tuarga e Jumail também reportaram casos de excessos, assassinatos e duras represálias por parte de forças do novo regime contra apoiadores do regime deposto.

## Fortalecimento dos grupos jihadistas
O levante na Cirenaica, resultou na aquisição dos arsenais do Estado líbio e a disseminação de armas que estavam armazenadas. Islâmicos, incluindo a Irmandade Muçulmana, aproveitaram a situação para se armarem. Argélia e os países do Sahel acreditam que algumas das armas caíram nas mãos da Al Qaida no Magreb Islâmico (AQMI).
Da mesma forma no Iraque ou no Iêmen, o vácuo político causado pela queda do regime de Gaddafi ao oeste da Líbia é uma oportunidade para fortalecer os jihadistas, segundo especialistas. Um ex-chefe da Direção de Vigilância do Território (DST) e fundador do Centro Francês de Pesquisa Internacionais e Estudos sobre o Terrorismo, disse que o bloqueio contra a Al Qaeda e a imigração ilegal aumentou na Líbia.
A organização que representa os rebeldes, o Conselho Nacional de Transição (CNT), é marcado pelo islã político. A nova constituição do país será inspirada na Charia, disse uma fonte do novo governo.

## Pós-guerra
Apesar da declarada derrota das forças pró-Gaddafi e a reconquista completa dos territórios e da morte do ex-líder; Saif al-Islam, filho e sucessor político de seu pai, permaneceu escondido no sul do país até ser capturado em meados de novembro. Além disso, integrantes do antigo governo conseguiram fugir para o Níger, apesar da violência na recepção quando estes foram detectados por tropas daquele país.
Combates esporádicos entre militares do CNT e forças ainda leais ao velho regime continuaram em alguns pontos do país apesar do fim da guerra civil ter sido anunciado oficialmente. Em 23 de novembro, sete pessoas morreram em Bani Ualide, sendo cinco de milícias locais e um apoiador de Gaddafi. Na capital Trípoli, cerca de 80 homens do antigo exército nacional tentaram erguer a bandeira verde em algumas ruas da cidade, irritando as forças do novo governo. Um intenso tiroteio se seguiu. Não se sabe quem atirou primeiro, mas a situação rapidamente se deteriorou. Durante o combate, três pessoas morreram (um miliciano do CNT e dois militares pró-Gaddafi) e mais de 60 ficaram feridas. Outras 15 pessoas foram presas e o restante dos manifestantes se dispersou. O conflito aconteceu no distrito de Abu Salim, uma área onde se concentravam apoiadores do antigo governo, apesar de distúrbios terem sido reportados em outras áreas da cidade sem que qualquer baixa ter sido contabilizada. Novos combates irromperam em 3 de janeiro de 2012, perto do antigo prédio de inteligência do governo de Gaddafi.
Frente a crescente escalada de violência, Abdul Jalil, líder do CNT, alertou os líbios que "uma nova guerra civil poderia ser deflagrada se o único jeito de se ajeitar as diferenças fosse o uso da força". Em Bengazi, protestos por rapidez nas reformas e melhoria na qualidade de vida da população irromperam por toda parte. Durante o conflito, a cidade foi uma das primeiras a se rebelar contra o governo do ex-ditador e sofreu grandes danos durante os combates.
Ainda em 3 de janeiro, o governo líbio anunciou que o ex-general Yousel al-Manquosh, oriundo de Misrata, seria o novo comandante das Forças armadas líbias. Logo em seguida, o CNT também anunciou que iria começar a dispersar e desarmar as milícias do país. Segundo a Anistia Internacional, as milícias na Líbia estariam fora de controle.
O governo provisório então declarou, em janeiro, que eleições livres teriam sido marcadas para junho de 2012. A nova lei eleitoral, segundo o CNT, que formará sua primeira assembleia constituinte em junho, exclui a proposta que previa a reserva de 10% dos assentos do congresso nacional de 200 membros para as mulheres, em uma decisão criticada por grupos de defesa dos direitos das mulheres. A nova lei também garante que um-terço das cadeiras do parlamento sejam ocupados por candidatos independentes e o restante por membros de partidos políticos registrados e que cada um destes partidos tem que ter metade de seu quadro de candidatos formado por mulheres.
De acordo com uma pesquisa feita pelas universidades de Oxford, em Bengazi, junto a 2 mil pessoas, o resultado concluiu que elas estão otimistas quanto ao futuro da Líbia. No dia 11 de fevereiro foi divulgado um vídeo com os rebeldes de Bengazi destruindo um monumento a Gamal Abdel Nasser, ex-líder egípcio e pioneiro no movimento panárabe.

### Conflito interno
Um relatório de setembro de 2013 pelo The Independent mostra que a Líbia mergulhou na pior crise política e econômica desde a derrota de Gaddafi. A produção de petróleo está quase completamente parada e o governo perdeu o controle de grandes áreas do país para as milícias, enquanto a violência aumentou em todo o país.

## Reação internacional

### Órgãos internacionais
- Aliança Bolivariana para os Povos da Nossa América: Expressava o respaldo do presidente da Venezuela Hugo Chávez de criar uma comissão internacional para buscar uma solução pacífica, mas que não incluía a saída de Muammar al-Gaddafi.[209]
- Nações Unidas: Impôs, por unanimidade, o bloqueio dos bens de Gaddafi e também embargo de armas.[210]
- União Europeia: No dia 28 de fevereiro, aprovou um pacote de sanções contra Gaddafi. Entre essas sanções estão o congelamento de bens de Gaddafi e de 25 pessoas próximas ao governo e também um embargo de armas e de viagens.[211]
- Interpol: Emitiu um mandado de prisão contra Muammar al-Gaddafi, seu filho Saif Al-Islam e o chefe de inteligência do país Abdullah Senussi por crimes contra a humanidade.[212]
- União Africana: Jean Ping, presidente da União Africana, acusou o Conselho Nacional de Transição de execução indiscriminada de negros. A organização não reconheceu o CNT como governo legítimo, alegando os supostos assassinatos como um dos motivos. O Conselho Líbio negou as acusações, alegando-as que eram falsas.[213][214][215]
- Anistia Internacional: Alegou que, entre um terço e metade das pessoas detidas pelos rebeldes eram africanos subsarianos.[216] O artigo ainda dizia que "centenas de africanos subsarianos que trabalhavam na Líbia de Gaddafi como porteiro de hotéis ou coisas do time foram varridos do mapa."[217]

### Países
| Gastos feitos por potências estrangeiras na Guerra Civil Líbia |                     |                     |
| País                                                           | Gastos (em dólares) | Data                |
| Estados Unidos                                                 | 664 milhões         | Maio de 2011        |
| Canadá                                                         | 26 milhões          | Junho de 2011       |
| Reino Unido                                                    | 400 milhões         | Junho de 2011       |
| França                                                         | 300 milhões         | Agosto de 2011      |
| Turquia                                                        | 300 milhões         | Julho de 2011       |
| Estados Unidos                                                 | 896 milhões         | 31 de julho de 2011 |
| França                                                         | 450 milhões         | Setembro de 2011    |
| Reino Unido                                                    | 1500 milhões        | Setembro de 2011    |
| Espanha                                                        | 50 milhões          | Setembro de 2011    |
| Suécia                                                         | 50 milhões          | Outubro de 2011     |

- África do Sul: Em 14 de junho, o Presidente Jacob Zuma criticou a intervenção militar e acusou a Otan de abusar de resoluções da ONU, usando-a para provocar mudança de regime e assassinatos políticos.[229] Em 23 de agosto, Zuma, após a fracassada proposta do Plano de Paz da União Africana, que fora negada pelos rebeldes, declarou que muitas vidas teriam sido salvas se a proposta tivesse sido implementada.[230] Tal declaração reforçava o que foi dito ex-presidente da sul-africano, Thabo Mbeki, poucos dias antes.[231]
- Argélia: Abrigou a família de Gaddafi.[122] O país não reconhece o Conselho Nacional de Transição e foi contra a zona de exclusão aérea na Líbia.[232]
- Argentina: Mostrava-se preocupado diante de graves violações de direitos humanos na Líbia e apoiou a convocar uma sessão especial do Conselho de Direitos Humanos das Nações Unidas em Genebra.[233]
- Brasil: Era contra a violência aos manifestantes. Procura-se unir com outros países lusófonos, como Portugal, para tomar decisões.[234] Publicou em nota oficial o pedido de cessar-fogo imediato na Líbia.[235]
- Canadá: Dizia que cumpriria determinações da ONU contra a Líbia e que isso dificultaria o acesso às armas para que podem ser usadas contra a população.[236]
- Catar: O governo do Catar condenava a violência e a repressão do governo contra a população líbia.[237] Se tornou o primeiro país árabe a apoiar a intervenção da OTAN.[238] No fim de outubro, o governo deste país admitiu que enviou "conselheiros militares" e combatentes para a Líbia afim de treinar e ajudar as tropas rebeldes na luta contra Gaddafi. Eles também confirmaram que auxiliaram o CNT com equipamentos e logística.[110][239]
- China: Desde o princípio, o governo chinês era contra a intervenção militar na Líbia. O porta-voz do Ministério de Assuntos Exteriores da China pediu um cessar-fogo imediato para resolver a questão da Líbia de forma pacífica e disse que a China "está muito preocupada por causa das notícias de civis vítimas de ataques das forças multinacionais".[240]
- Colômbia: Condenava a violência de forças policiais contra os manifestantes.[241]
- Cuba: Era contra qualquer intervenção estrangeira na Líbia e também reiterava um pedido de calma para as autoridades da Líbia.[242]
- Egito: O chanceler Mohamed Kamel Amr declarou apoio ao novo governo de transição da Líbia.[243] Eles também teriam ajudado os rebeldes com armas e munição nas primeiras fases do conflito.[244]
- Estados Unidos: O presidente Barack Obama condenava a violência, mas não fazia qualquer referência a renúncia de Gaddafi.[245] No dia 25 de fevereiro, o governo dos Estados Unidos anunciou que colocaria sanções unilaterais contra a Líbia e que coordenaria sanções internacionais. Entre as medidas em estudo para tornar o regime de Gaddafi "responsável", incluía a imposição de um embargo de armas e o congelamento de fundos da Líbia para o uso da violência por parte do regime de Muammar al-Gaddafi.[246]
- França: Solicitava, junto com o Reino Unido, que Muammar al-Gaddafi seja julgado por crimes contra a humanidade.[247] Foi o primeiro país a reconhecer o Conselho Nacional de Transição como o governo legítimo da Líbia.[248]
- Irão: O presidente iraniano Mahmoud Ahmadinejad condenava a repressão do governo de Gaddafi contra os manifestantes, mas também condenava veementemente qualquer intervenção estrangeira no país.[249][250]
- Mali: Numerosas tribos de tuaregues combateram ao lado de Gaddafi, após a guerra civil líbia envolveram-se no Golpe de Estado no Mali em 2012.[251]
- Nicarágua: Daniel Ortega, presidente da Nicarágua, declarou apoio a Gaddafi, caso houvesse uma guerra civil.[252][253]
- Peru: No dia 23 de fevereiro de 2011, cortou relações diplomáticas com a Líbia.[254]
- Rússia: Exigiu da Líbia o fim da repressão e o respeito aos direitos humanos.[255]
- Sudão: Enviou armas, munições e apoio humanitário aos rebeldes, esse apoio teria sido uma resposta ao apoio do líder deposto ao Movimento pela Justiça e Igualdade, que atuava na região de Darfur.[256]
- Venezuela: Foi contra a interferência estrangeira na Líbia, e o presidente Hugo Chávez disse que ninguém pode condenar as ações de Gaddafi, pois, segundo ele, "quem ataca o Afeganistão e o Iraque não tem moral para condenar ninguém".[257] Em 1 de março defendeu que alguns países formassem uma comissão de mediação como meio de buscar uma saída pacífica ao conflito interno que vive a Líbia.[258]
- Zimbabwe: Apoiava Gaddafi e enviou tropas para ajudá-lo. O governo britânico acreditava que Gaddafi poderia fugir para esse país.[259]